# Plasticità (arte)

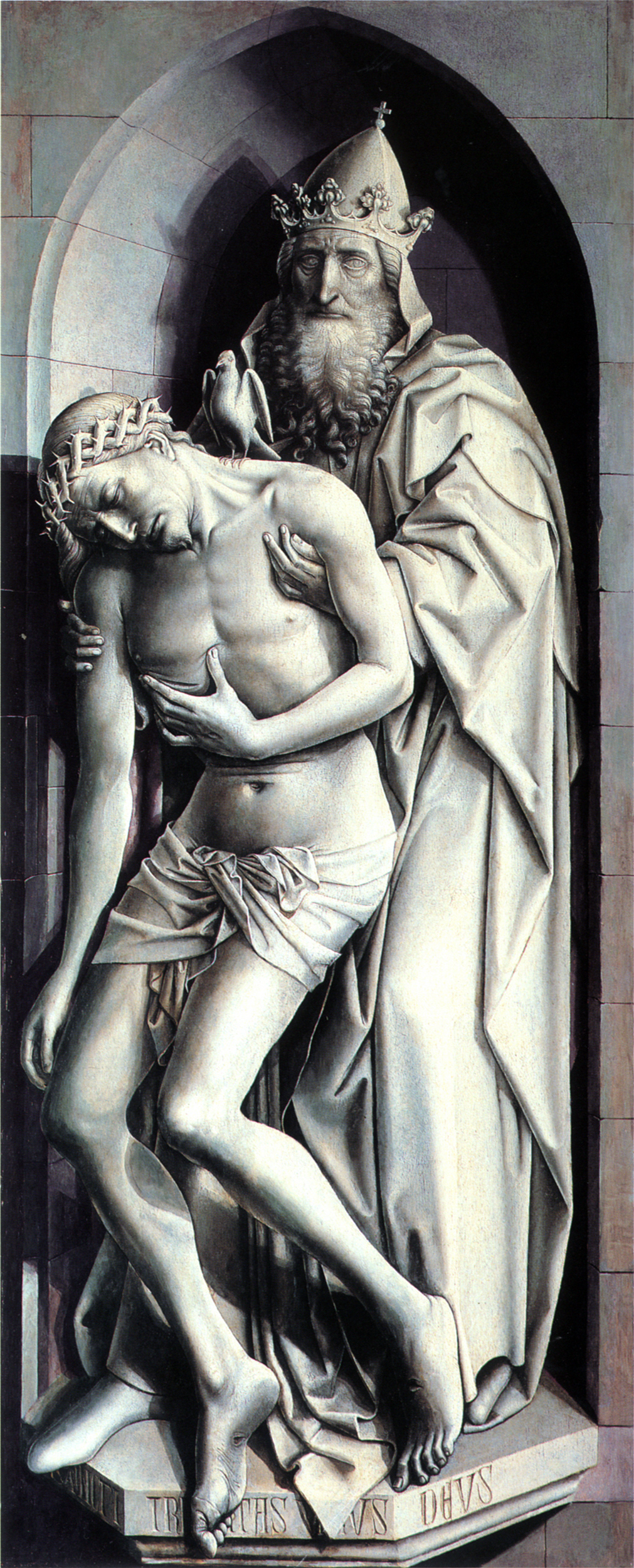
Robert Campin, Trinità (1430-1432), un esempio di pittura fortemente "plastica".

La plasticità nelle arti figurative è la qualità di un'opera di articolarsi nello spazio, in maniera più o meno spiccata. Il termine ha avuto vari significati nel tempo, ma si possono tuttavia indicare due filoni fondamentali:
- Plasticità in senso reale, intesa come capacità di plasmare, di dare corpo a una forma tridimensionale; tipica della scultura, è quella bravura nello sfruttare appieno la possibilità di sviluppare una forma nello spazio, in più di una direzione.
- Plasticità in senso illusorio, intesa come capacità di ricreare un effetto di rilievo che in pratica non esiste, tramite vari stratagemmi; per la pittura ad esempio col chiaroscuro, per il rilievo tramite l'oculata variazione degli spessori, ecc.[1].

## Scultura
L'arte plastica per eccellenza è la scultura, dove si creano forme tridimensionali che si dispongono naturalmente nello spazio. La scultura a tutto tondo si definisce "plastica" quando il modellato riporta senza semplificarle le forme "naturali", mentre quando queste vengono quasi "disegnate" sulla pietra (con scuri solchi di trapano e altri effetti che si limitano a rappresentare la realtà) si può tutt'al più parlare di rilievo illusorio, simile a quello pittorico.
Una statua tridimensionale non è necessariamente definibile "plastica": a volte i giochi di luce e ombre creano linee e ritmi che niente hanno a che fare con la reale fisicità delle figure che ritraggono: si pensi ai panneggi delle Madonne gotiche che ne nascondono i corpi. Per parlare di plasticità serve un senso di concretezza, di vigore e slancio.
Nei rilievi si può ottenere un senso di plasticità anche con i soli giochi di luci ed ombre che, nonostante una variazione di spessore magari di pochi millimetri, riescano a trasmettere, se osservati in un certo modo (in genere frontalmente) la sensazione di tridimensionalità. Un esempio tipico è lo stile "stiacciato" di Donatello.

### Altri significati
Si parla di "posa plastica" quando una persona si atteggia con eleganza, come se fosse una scultura. In vari contesti l'aggettivo "plastico" è semplicemente sinonimo di scultoreo: esempio con decorazione "plastica" di un edificio, si intende il suo abbellimento con statue e rilievi.

## Pittura
In pittura il concetto plasticità è legato al problema della resa dello spessore e del volume delle figure, pur disponendo di una superficie bidimensionale. Le fonti antiche ci tramandano come questo problema fosse stato già affrontato e superato dai pittori greci a partire dal V secolo a.C. L'illusione di tridimensionalità si ottiene essenzialmente tramite lo studio delle luci ed ombre e tramite l'apposizione di un efficace chiaroscuro; inoltre devono essere rispettati, almeno sommariamente, i rapporti dimensionali e spaziali tra le varie figure e tra di esse e lo sfondo.
Nella storia dell'arte occidentale, se nella pittura medievale prevalevano in genere caratteristiche di piattezza (che aumentavano un senso simbolico e astratto), a partire da Cimabue, alla fine del XIII secolo in Italia, si tornò a porsi il problema di come la luce illumini realisticamente le figure, in modo da ottenere un maggiore realismo e, quindi, senso di rilievo. Tali scoperte vennero poi pienamente sviluppate da Giotto e ancora di più da Masaccio, per poi venire accolte e sviluppate dagli altri pittori rinascimentali, fino alla piena espressione volumetrica di Michelangelo o di Raffaello.
Nel Nord-Europa fece invece scuola la produzione artistica alla corte del Duca di Borgogna, con l'esempio delle vigorose statue di Claus Sluter, alla cui massiccia fisicità attinsero pittori come Jean Malouel e poi Robert Campin e Jan van Eyck, fondatori della scuola fiamminga.

## Architettura
Anche in architettura si può parlare di plasticità, intesa come qualità di un edificio di svilupparsi liberamente nello spazio, lasciando perfettamente visibile il suo volume e la ricchezza di forme articolate. Il concetto si applica tipicamente all'architettura barocca, dove le superfici appaiono spesso modellate come sculture. La plasticità è spesso data poi dal chiaroscuro e dal movimentato disporsi degli elementi architettonici. Il contrario è un effetto compatto e piano.
La plasticità di un edificio si percepisce meglio quando esso si trovi isolato nel contesto.

## Letteratura
Anche in letteratura si può parlare di "plasticità", in particolare legata ad effetti di particolare espressività e concretezza.

## Altre immagini
Opere plastiche

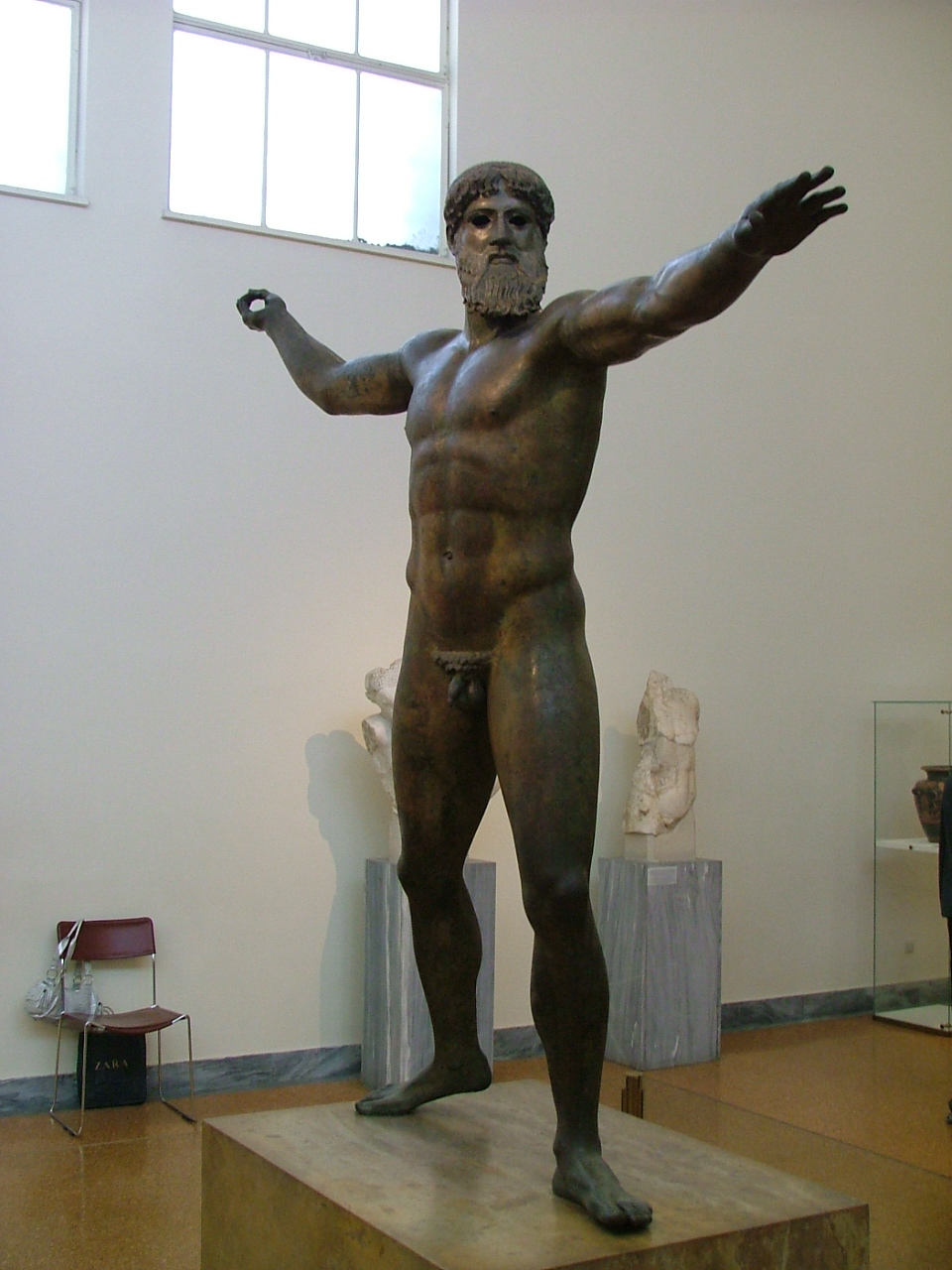
Dio di Capo Artemision (V secolo a.C.)
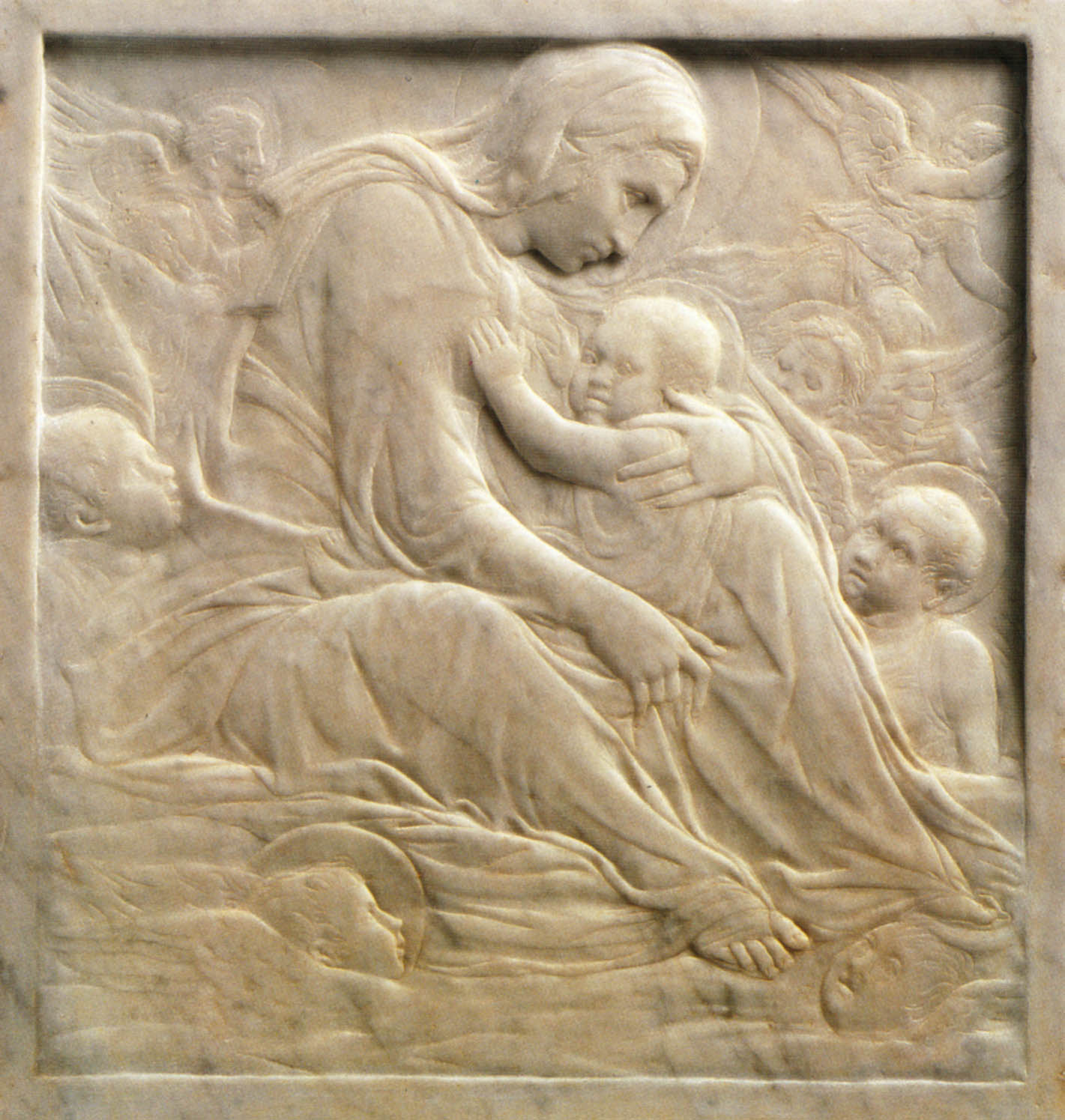
Donatello, Madonna delle Nuvole (1430 circa)
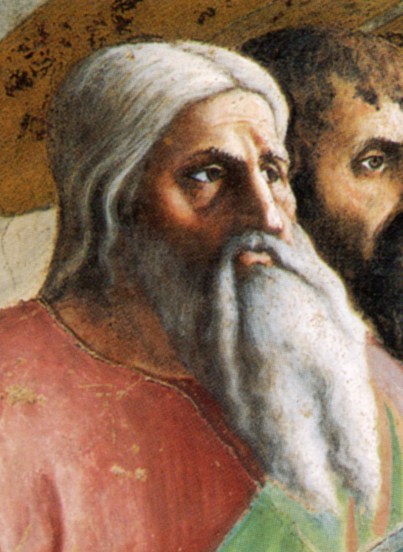
Masaccio, Il Tributo (dettaglio, 1425 circa)
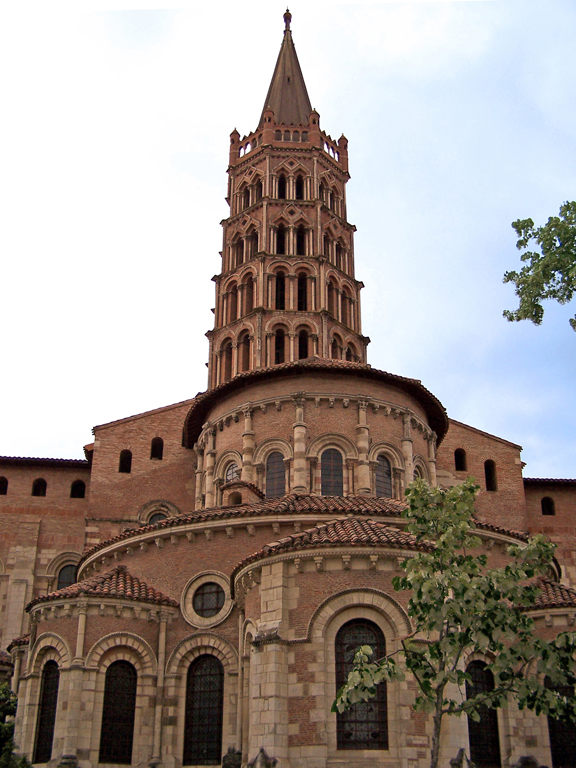
Basilica di Saint-Sernin, Tolosa (XI secolo)

Opere non plastiche

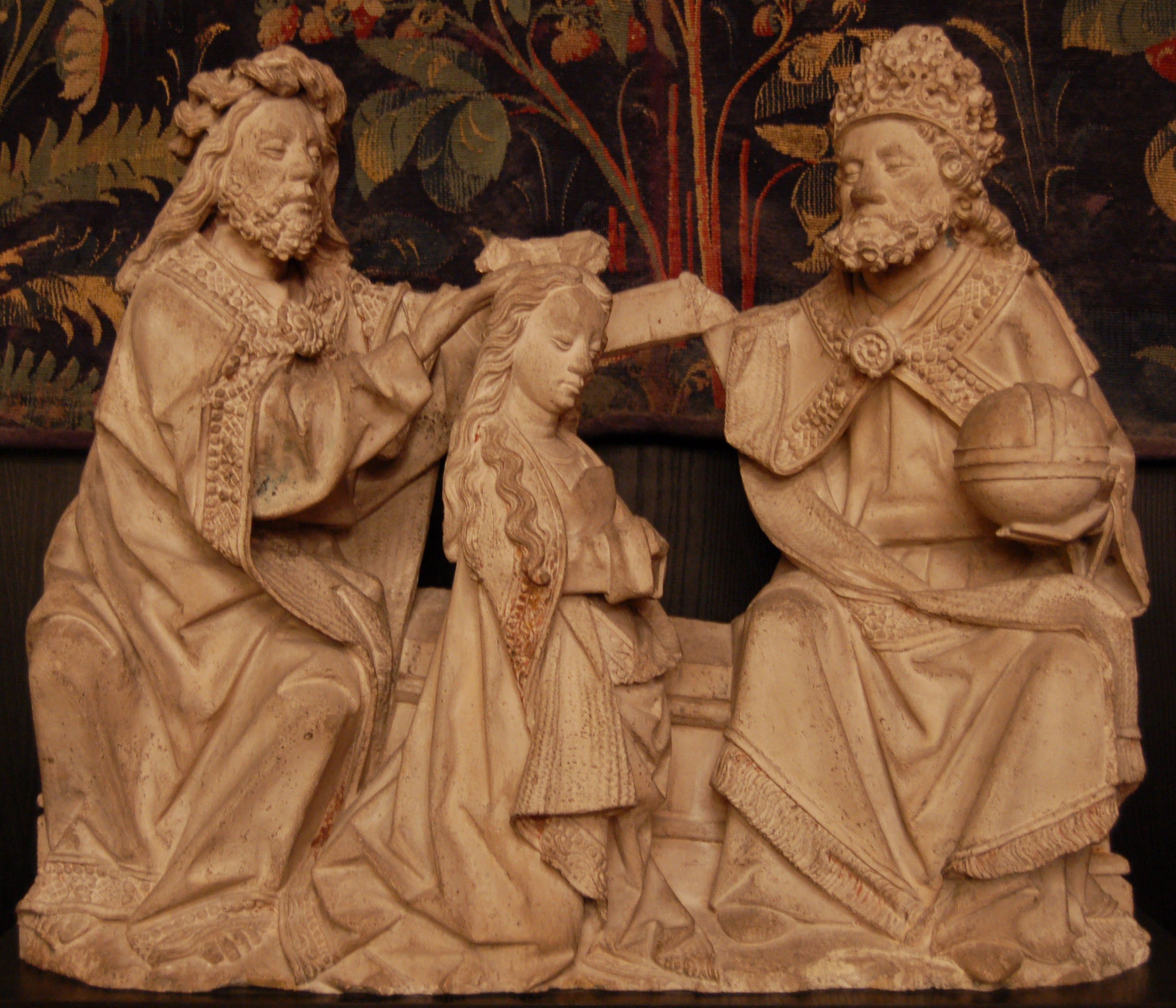
Incoronazione della Vergine (inizio del XVI secolo)
Scultura longobarda, Altare del Duca Rachis (VIII secolo)
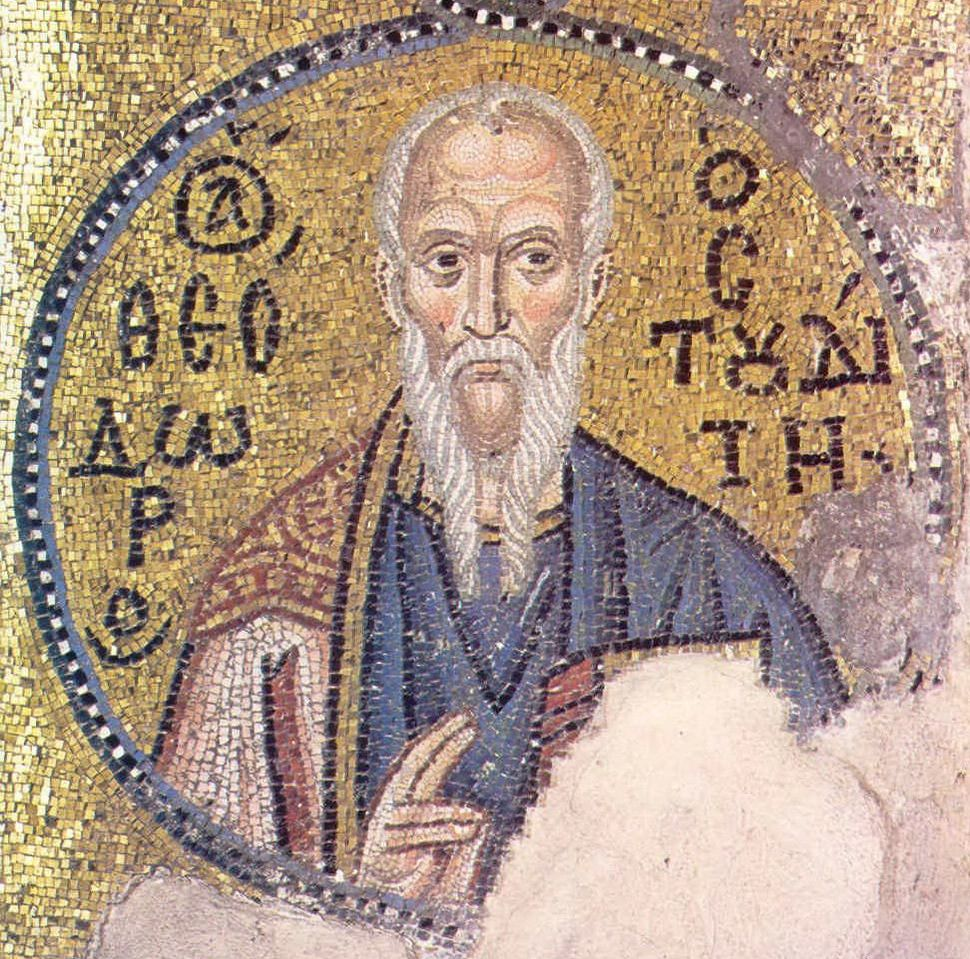
Mosaico nel Nuovo Monastero di Chio (XI secolo)
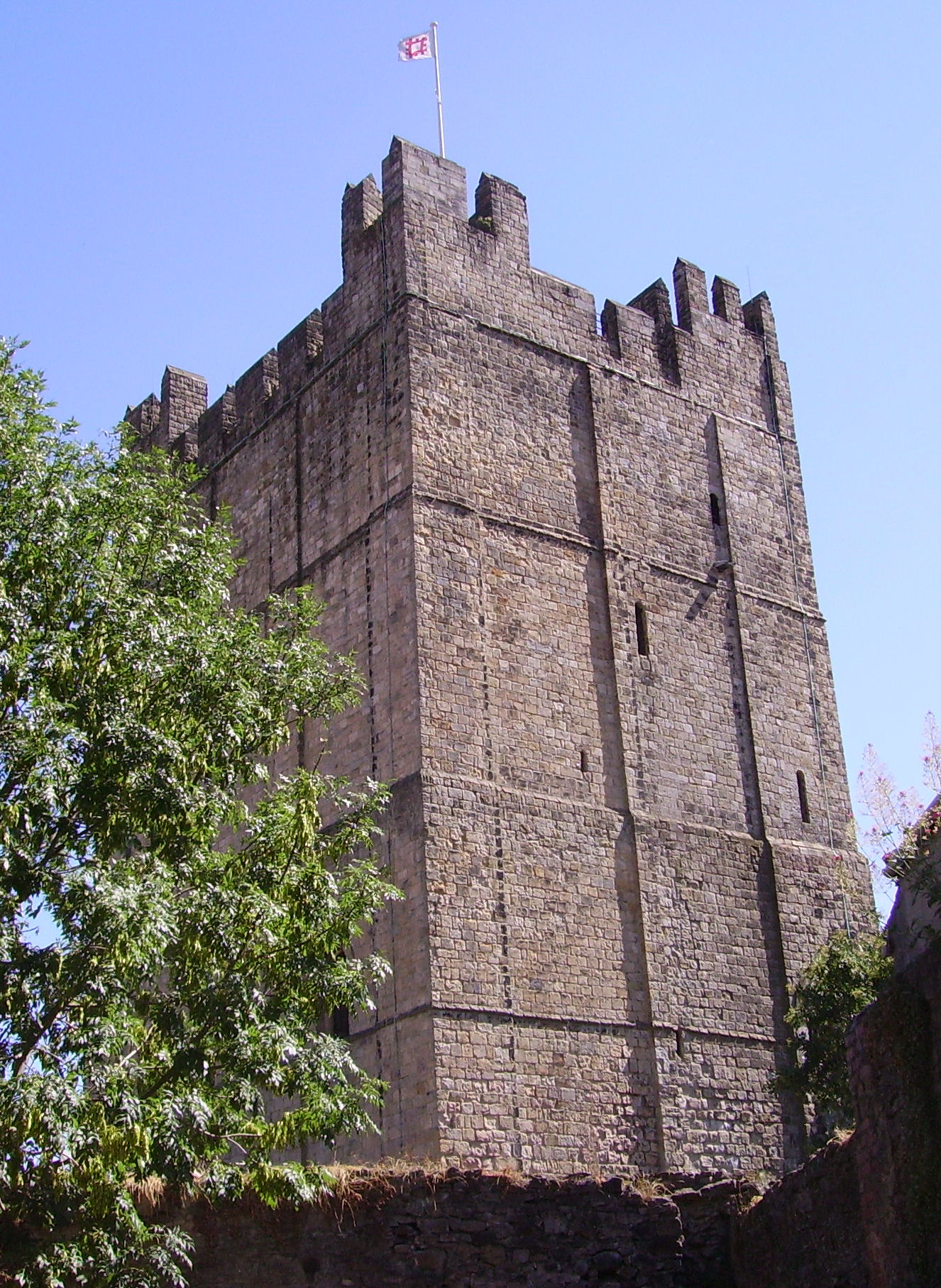
Castello di Richmon, Inghilterra (XI secolo)